# ياسمين عبد العزيز
ياسمين عبد العزيز (16 يناير 1980 -)، ممثلة مصرية.

## عن حياتها
تخرجت من الأكاديمية الحديثة بالمعادي. بدأت في تقديم الإعلانات في سن الثانية عشرة من عمرها عن طريق إحدى صديقات والدتها التي تدير شركة لإنتاج الإعلانات، وبعد ذلك رشحت للتمثيل في مسلسل امرأة من زمن الحب الذي حققت خلاله النجاح ولفت الأنظار لها، كما شاركت في فوازير رمضان «العيال اتجننت» من بعدها، اعتادت على تقديم دور الفتاة الشقية وحقق فيلمها زكي شان مع أحمد حلمي أعلى أرباح في الأسابيع الأولى من عرضه في العديد من دور السينما.

### حياتها الأسرية
شقيقها وائل أتجه للتمثيل، وقد تزوجت في عام 2001 من رجل الأعمال «محمد نبيل حلاوة»، وأنجبا ياسمين وسيف الدين، إلا أنهما انفصلا في بداية عام 2018، في مطلع مارس 2020 أعلنت عن علاقة عاطفية تجمعها مع الممثل أحمد العوضي. في مايو 2020 أعلنت زواجها منه. وفي 17 يناير 2024 أعلنت انفصالها عنه.

## أعمالها

### من أعمال التلفزيون
| سنة الإنتاج | اسم المسلسل              | الشخصية |
| ----------- | ------------------------ | ------- |
| 1998        | قط وفار                  |         |
| 1998        | امرأة من زمن الحب        | هايدي   |
| 2002        | الرقص على سلالم متحركة   | جميلة   |
| 2017        | هربانة منها حلقات منفصلة | مريم    |
| 2019        | لآخر نفس                 | سلمى    |
| 2020        | ونحب تاني ليه            | غالية   |
| 2021        | اللي مالوش كبير          | غزل     |
| 2023        | ضرب نار                  | مهرة    |
| 2025        | وتقابل حبيب              | ليل     |

### من أعمال المسرح
| سنة الإنتاج | المسرحية  | الشخصية |
| ----------- | --------- | ------- |
| 1999        | رد قرضي   | بسنت    |
| 2003        | كده أوكيه | زيزي    |

### من أعمال السينما
| سنة الإنتاج | الفيلم            | الشخصية       |
| ----------- | ----------------- | ------------- |
| 2000        | جنون الحياة       | عفاف          |
| 2000        | قدر امرأة         | نهى           |
| 2001        | جالا جالا         | نادية         |
| 2001        | رشة جريئة         | ميما          |
| 2002        | قلب جريء          | ماري          |
| 2004        | صايع بحر          | نعمة          |
| 2005        | فرحان ملازم آدم   | فُتنة          |
| 2005        | حريم كريم         | جيهان - جيجي  |
| 2005        | زكي شان           | شيرين         |
| 2006        | الرهينة           | لينا          |
| 2006        | حاحا وتفاحة       | تفاحة         |
| 2006        | 1/8 دستة اشرار    | حنان - نبيلة  |
| 2007        | عصابة الدكتور عمر | ريم           |
| 2007        | كركر              | عزيزة - أوشين |
| 2008        | الدادة دودي       | رضا           |
| 2010        | الثلاثة يشتغلونها | نجيبة         |
| 2012        | الآنسة مامي       | ناني          |
| 2014        | جوازة ميري        | بيري          |
| 2016        | أبو شنب           | عصمت          |
| 2018        | الأبلة طم طم      | طم طم         |

### أعمال أخرى
- إعلان تجاري -  شوكولاتة ماندولين.
- فوازير رمضان - العيال اتجننت.
- المسلسل الإذاعي مبروك جالك قلق.
- المسلسل الإذاعي الحلوة والكداب.
- المسلسل الإذاعي ريا ومسكينة
- المسلسل الإذاعي فراولة.
- المسلسل الإذاعي دوخيني يا لمونة.

## وصلات خارجية
- ياسمين عبد العزيز على موقع IMDb (الإنجليزية)
- ياسمين عبد العزيز على موقع الدهليز
- ياسمين عبد العزيز على موقع قاعدة بيانات الأفلام العربية
- ياسمين عبد العزيز على موقع قاعدة بيانات الفيلم (الإنجليزية)
- ياسمين عبد العزيز على موقع كينوبويسك (الروسية)